# Artiom Kiourengian
Artiom Kiourengian (griechisch Αρτιόμ Κιουρεγκιάν; * 9. September 1976 in Leninakan) ist ein ehemaliger griechischer Ringer armenischer Abstammung.

## Biografie
Artiom Kiourengian begann im Alter von sechs Jahren mit dem Ringen unter seinem Trainer Chatschatur Vardanian. Von 1992 bis 1999 lebte er in Uljanowsk, wo er von Anatoly Vinnik trainiert wurde. 1997 wurde er Zweiter bei den Russischen Meisterschaften. 1999 zog er nach Griechenland, wo ihn seine Cousin Arutik Rubenjan trainierte. Bei den Olympischen Sommerspielen 2004 in Athen vertrat er Griechenland im Bantamgewicht im griechisch-römischen Stil und gewann dabei eine Bronzemedaille. Im gleichen Jahr konnte er bei den Europameisterschaften die Silbermedaille gewinnen.